# Rizoma (filosofia)

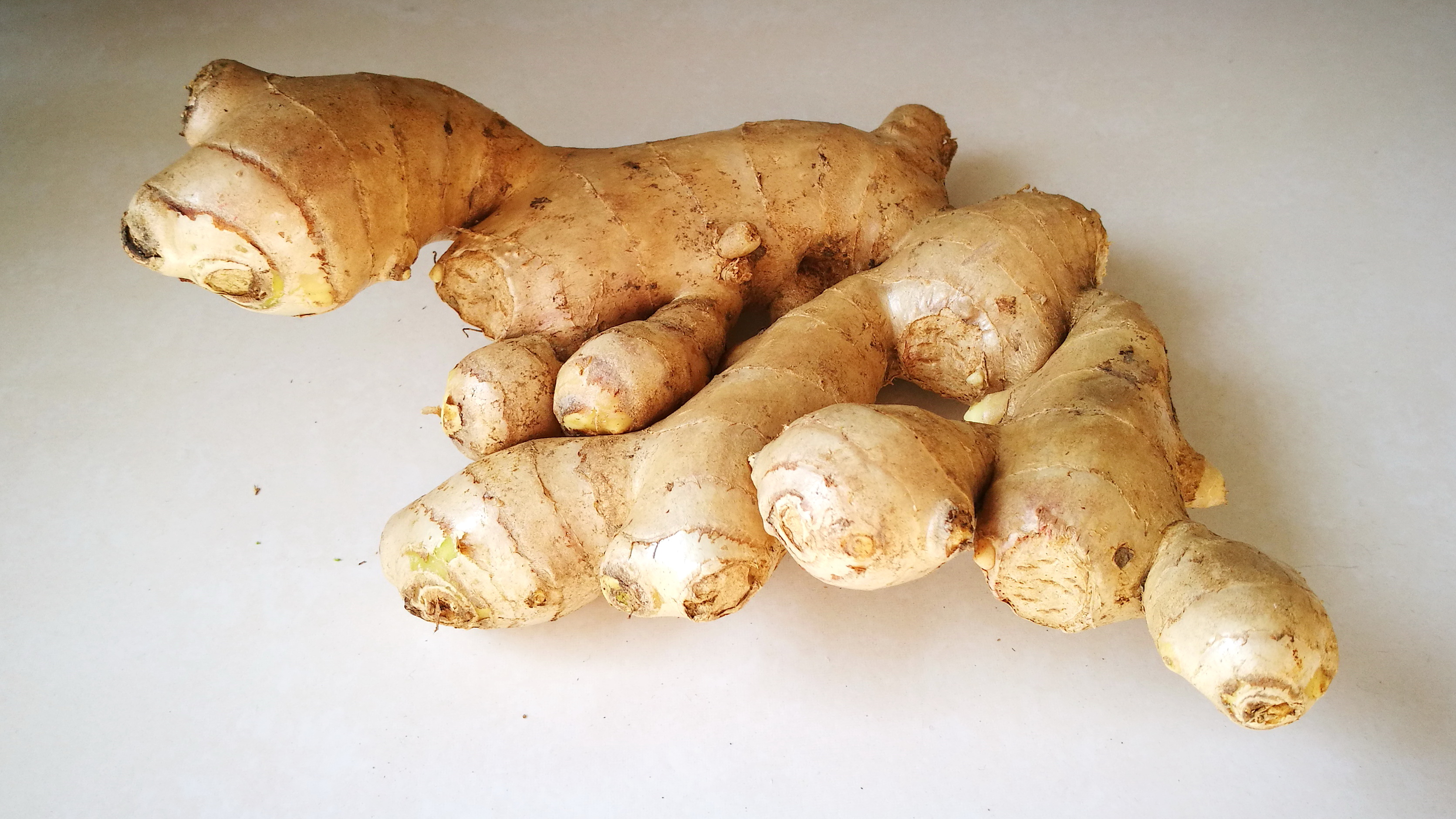
Un rizoma dello zenzero. L'uso del termine rizoma in filosofia è un'immagine, che ci permette di comprendere la molteplicità.

Rizoma è un concetto del post-strutturalismo che descrive un network non-lineare. Tale concetto appare nel lavoro dei teorici francesi Gilles Deleuze e Felix Guattari, che usano il termine nel loro libro a Mille piani per tracciare reti che stabiliscono "connessioni tra catene semiotiche, organizzazioni di potere e circostanze relative alle arti, alla scienza e alle lotte sociali", senza un ordine o una coerenza apparente. Un rizoma è una pura rete di molteplicità che non sono arborescenti (simili all'albero o gerarchico, ad esempio l'idea dell'ipertesto nella teoria letteraria) con proprietà simili ai reticoli. Deleuze arrivò ad esso estendendo il suo concetto di "immagine di pensiero" di cui aveva precedentemente discusso in Differenza e ripetizione.

## Il processo rizomico
Nella teoria filosofica di Gilles Deleuze e Félix Guattari, un rizoma è un modello descrittivo ed epistemologico in cui l'organizzazione degli elementi non segue una linea di subordinazione (come in una gerarchia) — con una base (o una radice, un tronco), offrendo l'origine di più connessioni, secondo il modello dell'Albero di Porfirio—, ma dove ogni elemento può simulare o influenzare qualsiasi altro.

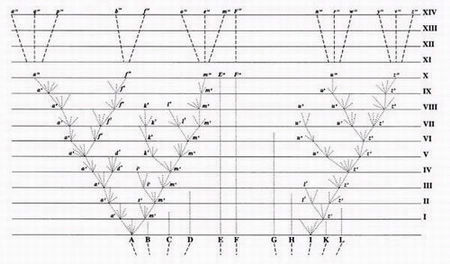
L'albero filogenetico è una semplificazione dell'evoluzione, soprattutto perché non tiene conto del trasferimento genico orizzontale, esempio di sviluppo rizomatico.

In un'organizzazione arborescente (come la tassonomia e la classificazione delle scienze), un elemento che sarebbe di livello superiore è, in verità, necessariamente subordinato a un altro elemento; ma non il contrario: si dice che non sia responsabile nei confronti dei suoi “inferiori” gerarchici.
Allo stesso modo, il sistema piramidale (come quelli della maggior parte delle organizzazioni socio-politiche o industriali) ha compatibilità “discendente”, ma non compatibilità “verso l’alto”. Questo sistema è spesso utilizzato nell'architettura dei computer.
Al contrario, in un modello rizomico, qualsiasi elemento può influenzare un elemento della sua struttura, indipendentemente dalla sua posizione o tempistica, e in modo reciproco. (Possiamo parlare di aggiornamenti cross-network, per connettersi con la cybercultura).
Essendo polimorfo – addirittura policefalo – il rizoma è quindi privo di centro: ciò lo rende particolarmente interessante per la filosofia della scienza, la filosofia sociale, la semiotica e perfino la teoria della comunicazione contemporanea. La sua direzione può essere del tutto inaspettata e la sua progressione caotica. Allo stesso modo non ha inizio né fine predeterminati: si sviluppa in modo casuale. Ogni elemento della struttura può quindi potenzialmente portare ad un'evoluzione dell'insieme.
Questo approccio è sostenuto dalla nozione di un campo cognitivo/relazionale ubiquo, atomizzato tra i fermenti (incolti o meno) che congiuntamente costituiscono il rizoma. C'è costantemente una simultaneità di vitalità (poiché il Tutto è l'immagine della somma delle sue Parti, e ciascuna è l'immagine del Tutto – è un principio frattale). Non possono esserci compartimentalizzazioni arbitrarie, nessuna sottrazione di informazioni, nessuna relazione “dominata/dominante” al suo interno.

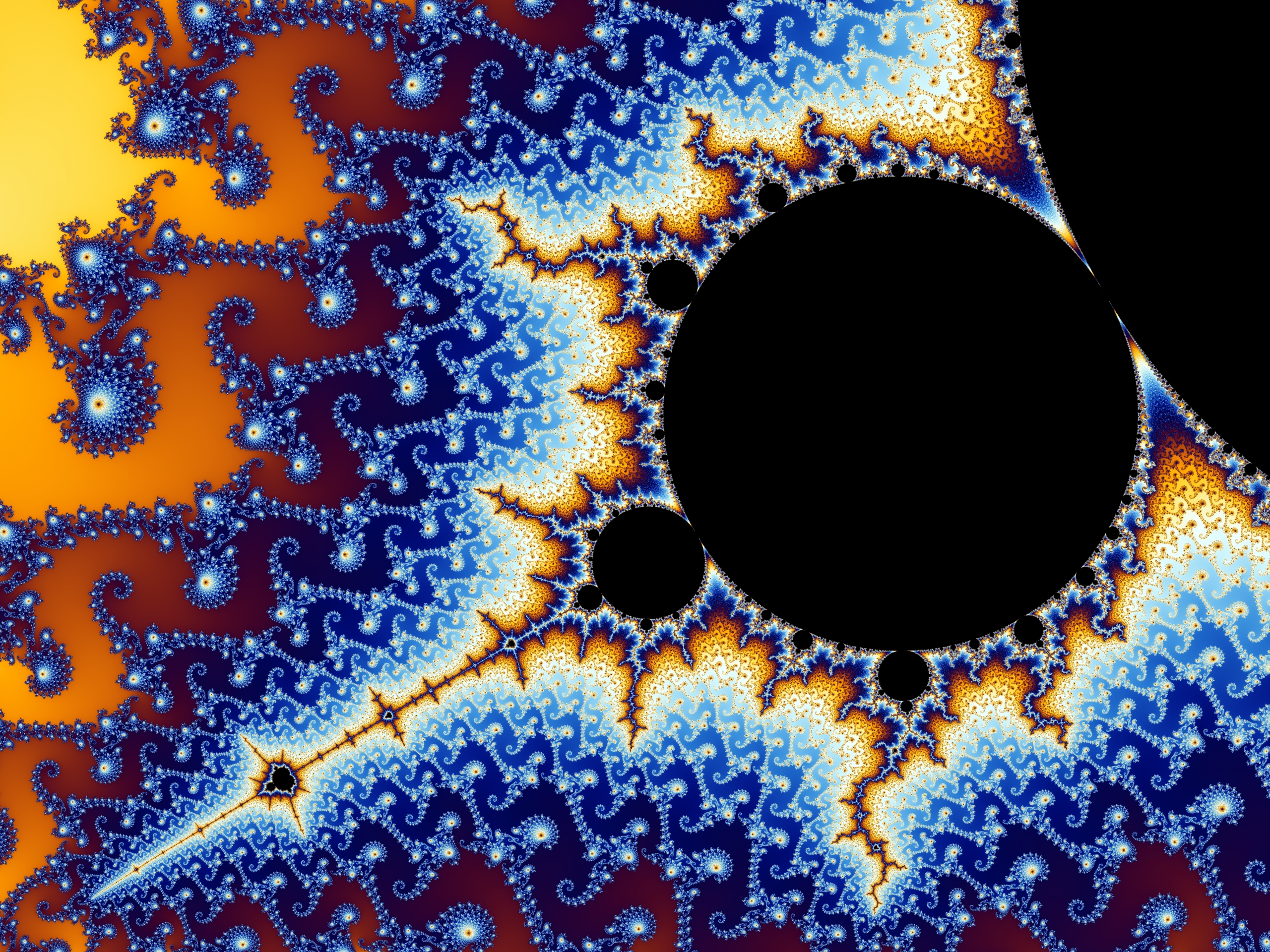
Un esempio di insieme di Mandelbrot

Il rizoma è piuttosto intrinsecamente sotterraneo, ma i frutti della sua crescita sono espliciti (improvvisati e spontanei); e nel peggiore dei casi il ruolo del rizoma sarebbe quello di essere fondamentalmente catalitico (in standby).
Paradossalmente il rizoma unisce arborescenze complesse (come quelle osservate nella crescita delle piante, nell'aria o nel sottosuolo; o nervose, nella sua neuroplasticità...), con processi semplificati (senza strati sussidiari); quindi protetto da un'altalena alternata indefinitamente bipolare.
Questo aspetto è allo stesso tempo grezzo (nessun centro, nessun dogma, nessuna partizione del tutto prestabilita, con un aspetto basilare e ripetitivo declinato senza rilassamento, ecc.), e anche sofisticato (in continua metamorfosi, con rotazioni nelle protuberanze, integrando l'aleatorietà attraverso improvvisazione senza abbandonare la sua integrità) non è priva di illustrazioni palesi nelle pratiche artistiche. (In musica, ad esempio, Rock and roll ·  fornisce un paradigma del lato grezzo di questa nozione che non si rivela difettoso; Jazz sviluppa una variazione sofisticata attraverso la sua facoltà di improvvisazione; e naturalmente le immagini in perenne mutazione di un insieme di Mandelbrot sono stati resi possibili da quando la computer grafica è diventata domestica...)

## Proprietà del rizoma
Le proprietà del rizoma possono essere elencate come segue:
Il rizoma si costruisce passo dopo passo come una serie e può sempre guadagnare o perdere uno o più elementi. In questo si oppone alla struttura che implica la coesistenza di più livelli o strati di organizzazione, profondità e quindi rigidità. Al contrario, il rizoma possiede una mobilità e una flessibilità essenziali che ne rendono possibile la trasformazione permanente.
Da questa prima caratterizzazione scaturiscono i principi che Deleuze e Guattari elencano nell’introduzione a Mille piani:
- Il “principio di connessione ed eterogeneità” implica che il rizoma sia formato da connessioni di elementi eterogenei senza un ordine preventivo che assegni posti a ciascun elemento: “[...] qualsiasi punto di un rizoma può essere collegato a un altro, e deve esserlo”.
- Il “principio di molteplicità”: la molteplicità è “[...] l’organizzazione propria del molteplice come tale, che non ha bisogno dell’unità per formare un sistema”7, cioè dire che la molteplicità non può essere artificialmente unificata e totalizzata da una sovrastante modulo. la molteplicità è una forma di proliferazione immanente e autonoma.
- Il “principio di assegnazione della rottura” che caratterizza l’assenza di ordine, di gerarchia tra gli elementi e soprattutto l’assenza positiva di articolazioni predefinite, a differenza degli alberi o dei sistemi organici che prevedono e individuano le loro debolezze per organizzare rotture possibili: “un rizoma può essere rotto, rotto ovunque”8.
- Il “principio della cartografia e della decalcomania”, vale a dire che la carta, la mappa, qui si oppone al calco, in quanto il calco è la riproduzione di uno stato di cose ben identificato che necessita semplicemente di essere rappresentato. Al contrario, la mappa è un tracciato originale che rivela un aspetto della realtà che ancora non conoscevamo (una mappa può avere più voci e lo stesso spazio può essere simboleggiato da un gran numero di mappe diverse).

La nozione è adattata dalla struttura di molte piante, i cui germogli possono ramificarsi in qualsiasi punto, nonché espandersi e trasformarsi in bulbo o tubero; il rizoma delle piante, che può fungere da radice, fusto o ramo indipendentemente dalla sua posizione sulla pianta, serve ad esemplificare un sistema cognitivo che non avrebbe radici – cioè proposizioni o asserzioni più essenziali di altre – che si ramificano secondo rigorose dicotomie. Deleuze e Guattari sostengono quello che nella tradizione anglosassone della filosofia della scienza viene chiamato antifondazionalismo, vale a dire l'idea che la struttura della conoscenza non derivi, mediante deduzioni logiche, da un insieme di concetti primitivi, ma piuttosto che si sviluppa simultaneamente da ogni punto, sotto l'influenza reciproca di osservazioni e concettualizzazioni diverse. Ciò non significa che una struttura rizomatica sia necessariamente instabile e labile, anche se richiede che qualsiasi schema di ordine possa essere modificato. Al contrario, in un rizoma ci sono linee di solidità e di organizzazione fissate da gruppi o insiemi di concetti affini (da “plateau” nella terminologia degli autori). Questi insiemi di concetti definiscono territori relativamente stabili all'interno del rizoma.
L’idea che la conoscenza – e la psiche, Guattari era uno psicologo di orientamento psicoanalitico – sia motivata solo dall’intenzione di mostrare la struttura convenzionale delle discipline cognitive, semplicemente non riflette la struttura della natura. È piuttosto il risultato della distribuzione del potere e dell’autorità nel corpo sociale. Non si tratta solo del fatto che un modello decentrato rappresenta meglio la realtà; per la teoria antifondazionalista è l'idea che i modelli siano strumenti, la cui utilità è il principale criterio di verità. Un’organizzazione rizomatica della conoscenza è un metodo per esercitare resistenza contro un modello gerarchico che traduce in termini epistemologici una struttura sociale oppressiva.

## Addendum: l'antifondazionalismo nella filosofia analitica
La critica del fondazionalismo si configura nella filosofia analitica come parte di una critica complessiva del progetto degli “empiristi logici” (circolo di Vienna). Diversi filosofi, come Rudolf Carnap o Moritz Schlick, sostengono che il fondamento della conoscenza si trova negli "affermazioni di protocollo", cioè in enunciati che riportano sensazioni immediate (per Schlick, "affermazioni osservative"), istantanee, non necessariamente riportate . La tradizione fondazionalista risale ad Aristotele (vedi i Analitici secondi nell'Organon), il quale riteneva che il fondamento della conoscenza fosse nel sillogismo.
Altri filosofi come Keith Lehrer o Laurence BonJour, a seguito di questa critica, sostengono una teoria coerentista della giustificazione epistemica (c'è quindi un certo coerentismo in relazione alla verità e alla conoscenza). Questa concezione era già stata formulata da Otto Neurath, altro filosofo dell'ambiente viennese, all'inizio del XX secolo, ma fu di fatto criticata dallo stesso Schlick.
Nei decenni tra il 1980 e il 1990 il coerentismo venne criticato anche da diversi filosofi come Ernest Sosa e Alvin Goldman, secondo i quali le critiche antifondazionaliste non riescono a riconoscere caratteristiche importanti dell’esistenza dei fondamenti epistemici.